# Naverstads landskommun
Naverstads landskommun var en tidigare kommun i dåvarande Göteborgs och Bohus län.

## Administrativ historik
Den bildades 1863 av Naverstads socken i Bullarens härad i Bohuslän genom 1862 års kommunalförordningar.
Vid kommunreformen 1952 bildade den tillsammans med Mo landskommun den nya storkommunen Bullaren.
1971 blev området en del av den då nybildade Tanums kommun.

## Politik

### Mandatfördelning i valen 1938-1946
| 5 | 11 | 4 | 5 |

| 25 |

|  | 6 | 4 | 11 | 3 |

| 25 |

| 8 | 2 | 12 | 3 |

| 25 |